# Hermannieae
Hermannieae es una Tribu de fanerógamas perteneciente a la familia Malvaceae.

## Géneros
- Dicarpidium - Gilesia - Hermannia - Melochia - Waltheria